# Alpha TV
Alpha TV — грецький приватний телеканал, заснований 1993 року. На сучасному етапі каналом володіє люксембурзький медіа-холдинг RTL Group.

## Історія
Канал Alpha TV створений у 1993 році з назвою «Skai TV» (грец. ΣΚΑΪ TV) грецьким судновласником та медіамагнатом Арістідом Алафузосом. Окрім ΣΚΑΪ TV Алафузос володів газетою «Катимеріні». На відміну від інших приватних каналів, мовлення нової станції зосереджувалось головним чином на спорті та інформації, намагаючись стати головним конкурентом Mega Channel та ANT1. Проте канал не став настільки успішним, як очікувалося, і в 1999 року проданий підприємцю Дімітрісу Контомінасу.
Новий власник розпочав процес оновлення каналу, кульмінацією якого в 2000 році стала зміна назва на Alpha TV. Програма мовлення стала загальною, покликаною знайти цільову аудиторію у віці понад 45 років, містила поряд із розвагами новини та кінофільми. Також розпочато супутникове мовлення для каналів для Океанії, Північної Америки і Європи. З новою концепцією Alpha TV став третім найпопулярнішим каналом в країні.
2008 році Дімітріс Контомінас продав контрольний пакет акцій Alpha TV люксембурзькому медіа-холдингу RTL Group, який став новим власником. RTL Group — великий виробник телевізійного контенту, контрольований німецькою компанією Bertelsmann. RTL Group контролює 32 телеканали і 32 радіостанції в 11 країнах світу.

## Деякі телепрограми
- Al Tsantiri News
- Super Katerina
- T-Live
- Happy Day Ston Alpha
- Savvatokyriako Me Ton Manesi
- Ase Mas Re Mama